# Kitajron (góra)
Kitajron (Kithairon, Cithaeron, stgr. Κιθαιρών Kithairōn, gr. Κιθαιρώνας Kitheronas) – góra i masyw górski w środkowej Grecji.
Masyw górski o długości ok. 10 km, zbudowany głównie z wapieni. Położony jest w środkowej Grecji i oddziela dwie historyczne krainy – Attykę i Beocję, jak i dzisiejsze jednostki administracyjne – Attykę i Beocję.
Kitajron odgrywa ważną rolę w mitologii greckiej, zwłaszcza w cyklu kadmejskim i w kulcie Dionizosa.
Nazwa góry pochodzi od imienia Kitajrona. Wedle związanego z tym zdarzeniem podania w Kitajronie zakochała się Tyzyfone, jedna z erynii. Kitajron wzgardził jednak jej miłością. Urażona Tyzyfone wyczarowała wówczas ze swych włosów węża, który ukąsił Kitajrona, tak że młodzieniec zmarł. Po jego śmierci nazwano jego imieniem górę, która wcześniej nazywała się Asterion. Wedle innej wersji tego opowiadania, Kitajron miał brata Helikona tak łagodnego, jak on sam był porywczy. Gwałtowność Kitajrona doprowadziła w końcu do śmierci jego ojca, brata natomiast strącił ze skały. Sam zginął w wyniku nieszczęśliwego upadku. Wówczas dwie pobliskie góry nazwano Kitajronem i Helikonem. Pierwszą na pamiątkę gwałtownego herosa, ponieważ była siedzibą erynii, drugą na pamiątkę życzliwego, ponieważ przebywały na niej muzy.